# جيرهارد فريتش
جيرهارد فريتش (بالألمانية: Gerhard Fritsch)‏ (و. 1924 – 1969 م) هو مؤلف، وشاعر، وكاتب نمساوي، ولد في فيينا، توفي في فيينا، عن عمر يناهز 45 عاماً.

## روابط خارجية
- جيرهارد فريتش على موقع IMDb (الإنجليزية)